# Jättesötnos
Jättesötnos (Glycera unicornis) är en ringmaskart som beskrevs av Savigny in Lamarck 1818. Glycera unicornis ingår i släktet Glycera och familjen Glyceridae. Arten är reproducerande i Sverige. Inga underarter finns listade i Catalogue of Life.